# Cofradía de Nuestra Señora de la Piedad (Segovia)
La Cofradía de Nuestra Señora de la Piedad es una cofradía católica de Segovia, Castilla y León, España. Tiene su sede canónica en la Iglesia de San José.
La cofradía sale en procesión el Viernes de Dolores, el Martes Santo, el  Miércoles Santo, el Jueves Santo al subir los pasos hasta la Catedral de Segovia y el Viernes Santo, durante la Procesión de los Pasos.

## Historia
La cofradía es fundada en 1990 por un grupo de jóvenes del barrio de San José, ese mismo año se presentó el hábito de nazareno y se procesionó la imagen de La Piedad, talla muy ligada al barrio debido a que había procesionado anteriormente con personal de  la empresa Klein, antaño ubicada en el barrio.
En 2000 se recupera los desfiles procesionales de la talla de Ntra. Sra. de la Magdalena al Pie de la Cruz, la cual se encontraba en la Catedral, al ser retirada de la misma recibió una restauración debido a que su estado era lamentable, la talla procesionó el Viernes Santo de ese mismo año. En el año de 2007, la cofradía incorpora a la talla de El Calvario, la cual recibía culto en la iglesia de San Sebastián, este conjunto escultórico no había procesionado anteriormente y tiene la peculiaridad de que fue el primer paso de Segovia que es trasladado exclusivamente por mujeres.
En 2013, la cofradía solicita la cesión de la talla del Ecce Homo al cabildo catedral para procesionar la imagen en andas durante el Vía crucis del barrio, el cabildo deniega el permiso alegando el mal estado de la talla, respaldado por un informe realizado por la Delegación de patrimonio de la Diócesis. El 8 de marzo de 2015, la talla de Nuestro Padre Jesús Cautivo fue bendecida en la parroquia de San José. En noviembre de 2022 se presentó el nuevo diseño del paso del Cautivo y el  6 de abril de 2023, Miercoles Santo, el nuevo paso salió por primera vez en procesión.

## Pasos

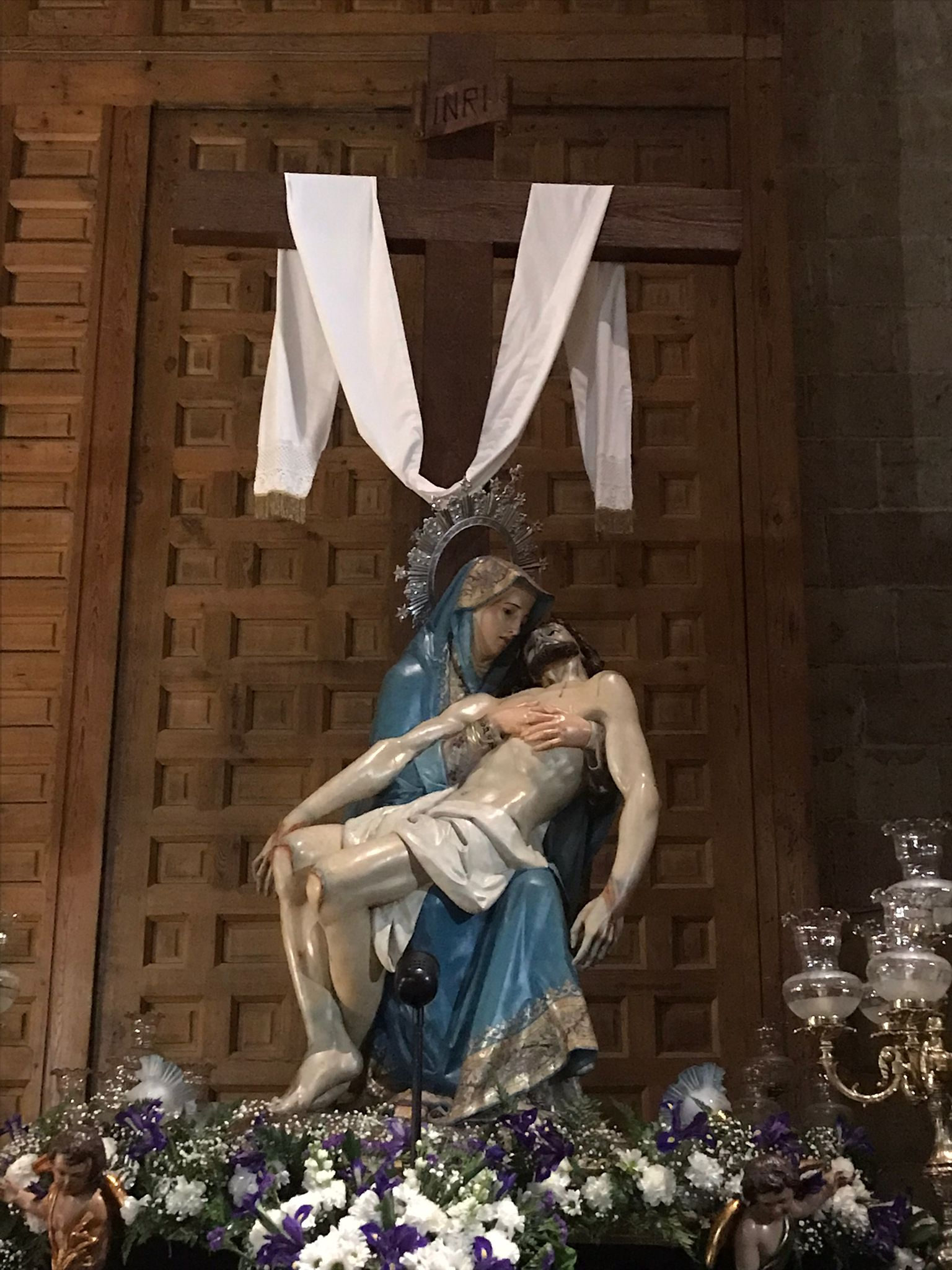
Paso de Nuestra Señora de la Piedad

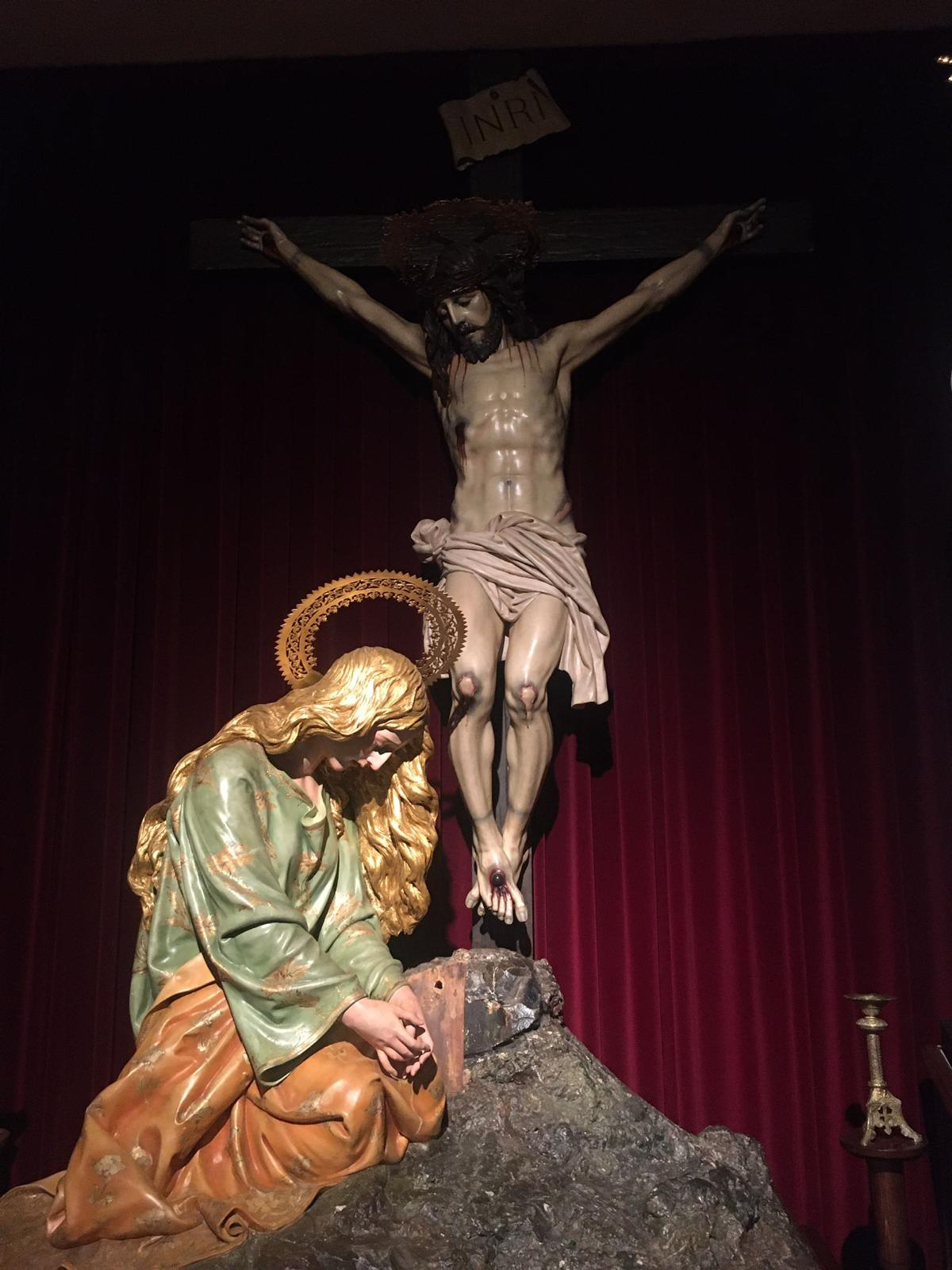
Talla de Nuestra Señora de la Magdalena al Pie de la Cruz en su sede canónica

### Nuestra Señora de la Piedad
La talla de Nuestra Señora de la Piedad es una escultura de madera policromada, obra de Sebastián Sanaba de la escuela catalana en 1907, representa a María tras el descendimiento de Cristo de la Cruz, sosteniendo su cuerpo. La obra destaca por la expresión de tristeza y angustia por parte de la talla de la Virgen, recibe culto en la iglesia de San José

### Nuestra Señora de la Magdalena al Pie de la Cruz
Talla de madera policromada, realizada en 1907 por José Quixal, miembro de la escuela catalana, la escena representa a María Magdalena postrada a los pies de la cruz mientras Cristo le dirige una mirada. La imagen recibe culto en la iglesia de San José, en una capilla lateral.

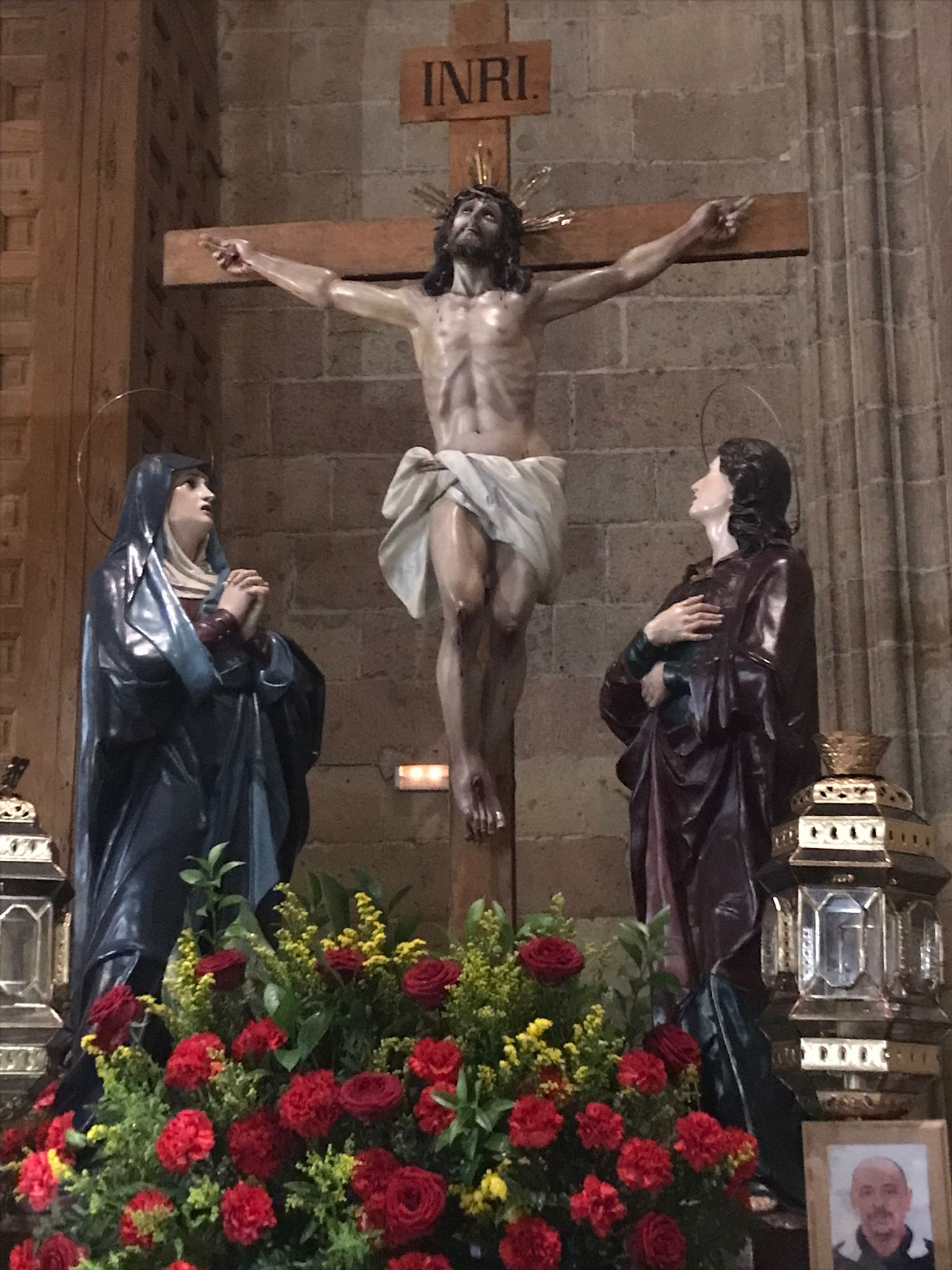
Paso del Calvario

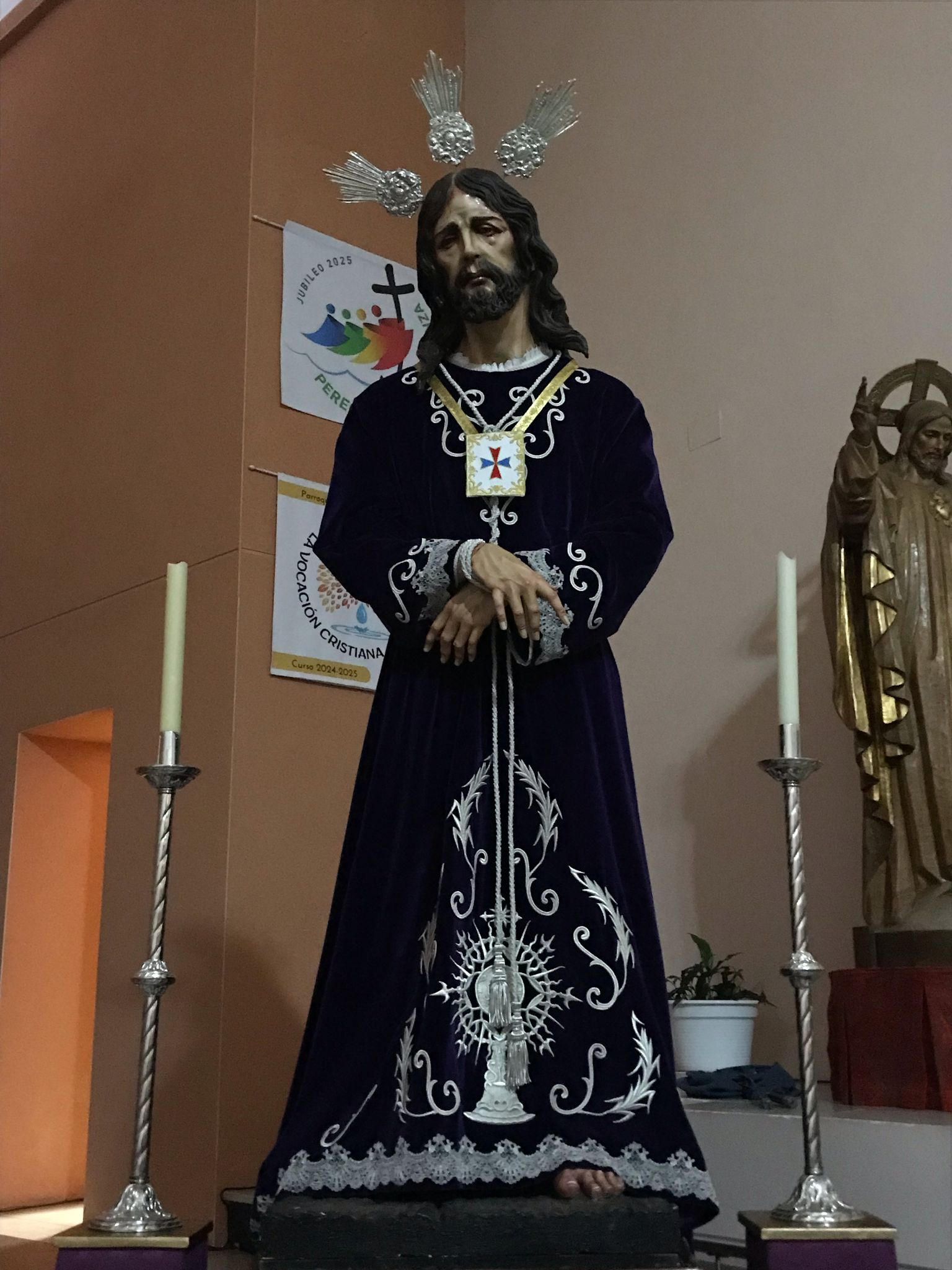
Talla de Nuestro Padre Jesús Cautivo con su túnica cuaresmal

### El Calvario
La talla de madera policromada es obra de la Escuela de Olot a principios del siglo XX, muestra a Cristo crucificado mientras tiene a su lado a la Virgen María y a San Juan; el conjunto tiene la peculiaridad de que solo es empujado por mujeres acompañadas de un conductor. La talla recibe culto en la iglesia de San Sebastián.

### Nuestro Padre Jesús Cautivo.
Talla de madera policromada, obra del imaginero sevillano Juan Manuel Montaño Fernandez. Presenta a Cristo a tamaño natural, con las manos atadas y una expresión de tristeza en el rostro. La imagen cuenta con varias túnicas que se usan dependiendo del momento del año, utilizando una túnica granate aterciopelada con detalles de plata durante las procesiones o una blanca lisa de gran sencillez para el periodo de tiempo entre el Domingo de Resurrección y el Corpus Christi; entre otras muchas. La imagen recibe culto en la Iglesia de San José en el atrio de la iglesia junto a Nuestra Señora de la Piedad

## Hábito

### Nazarenos
Los nazarenos de la cofradía visten hábito (con puños blancos) y caperuz morados, junto con capa y cíngulo blancos, en los caperuz aparece un escapulario con la imagen de la Virgen de la Piedad y san José con el niño

### Penitentes
Los penitentes portan hábito morado y cíngulo blanco

### Músicos
Los músicos de la banda visten habito morado oscuro, junto a esclavina y capucha, ambas de color morado y bordes amarillos, completa un cíngulo de color blanco.

## Acompañamiento
La cofradía es acompañada por la Banda de cornetas y tambores de la Cofradía de Nuestra Señora de la Piedad, la cual cuenta en su repertorio con marchas de grandes bandas de Andalucía y con tres marchas propias. El traje de gala de la banda consiste en pantalón negro, chaqueta cruzada negra con reborde blanco en la solapa, además de detalles en amarillo en el cuello y puños; todo ceñido por un cinturón amarillo.